# Agustín Yáñez
Agustín Yáñez Delgadillo (geb. 4. Mai 1904 in Guadalajara, Jalisco; gest. 17. Januar 1980 in Mexiko-Stadt) war ein mexikanischer Romancier, Essayist, Kurzgeschichtenschreiber und Politiker. Er gilt als einer der größten Vertreter des mexikanischen Romans nach der mexikanischen Revolution und gleichzeitig als Begründer des modernen mexikanischen Romans.

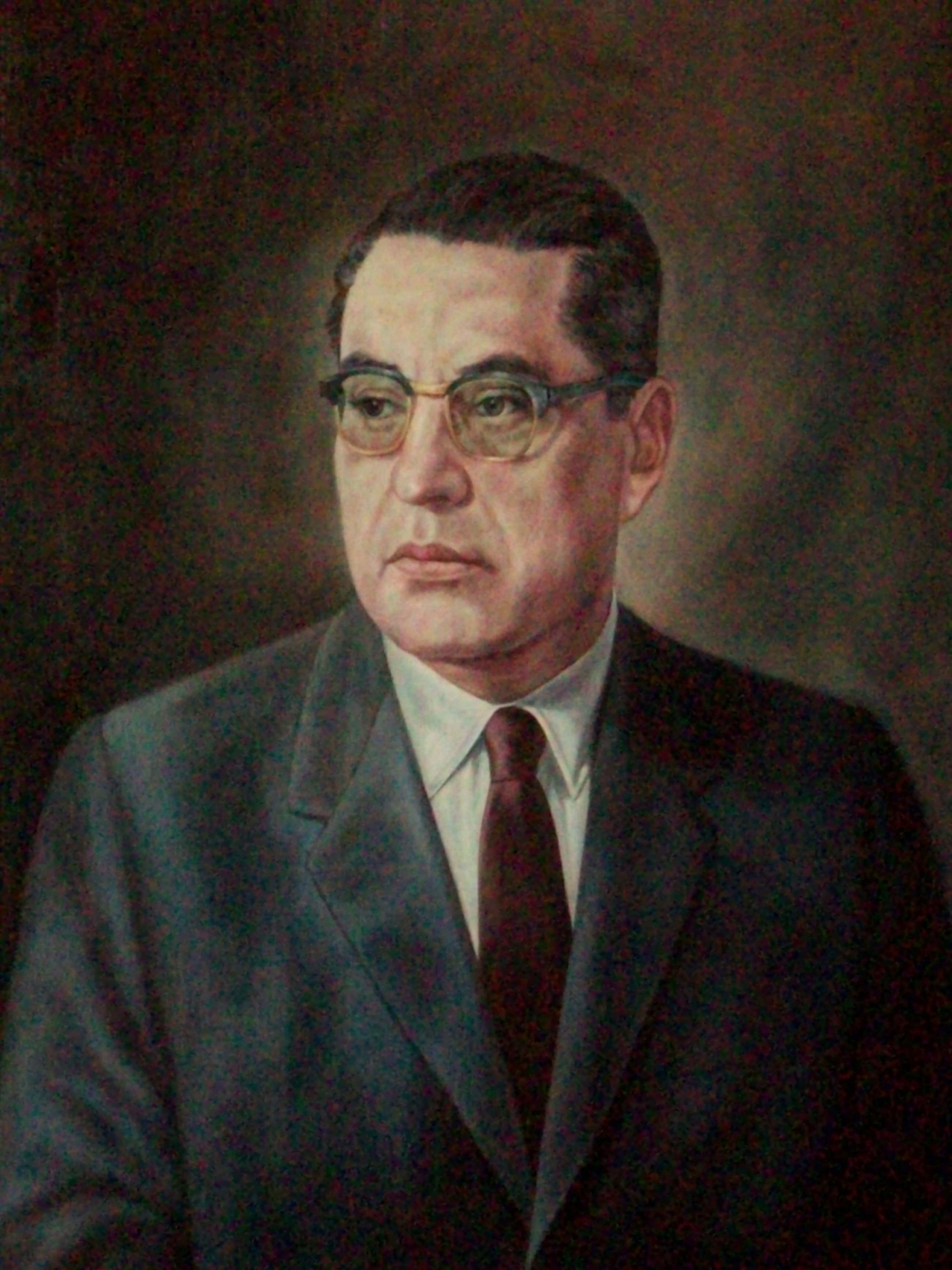
Agustín Yáñez Delgadillo

## Leben und Werk
Yáñez wurde in Guadalajara geboren. Als junger Mann schrieb er Beiträge für die Zeitschrift Bandera de Provincias („Provinzbanner“), in der Übersetzungen von Schriftstellern wie Franz Kafka und James Joyce veröffentlicht wurden. Von Beruf war er Rechtsanwalt. Nach seinem juristischen Examen (1929) und zeitweiser Tätigkeit in einer Anwaltspraxis widmete er sich pädagogischen Aufgaben in Schule, Lehrerseminar und Universität. Er begann in den 1940er Jahren Romane zu veröffentlichen.
Sein 1947 erschienenes Meisterwerk, der Roman Al filo del agua (engl. Übers. unter dem Titel The Edge of the Storm), ist ein Vorläuferroman des lateinamerikanischen Booms (Boom latinoamericano). Er zeigt das Leben in einem typischen mexikanischen Dorf kurz vor der mexikanischen Revolution. Die Verwendung der Erzähltechnik des Bewusstseinsstroms, des inneren Monologs und der komplexen Struktur nimmt viele Merkmale des neuen lateinamerikanischen Romans der 1950er und 1960er Jahre vorweg.
Sein Roman Las Tierras Flacas (1962; engl. unter dem Titel The Lean Lands) zeigt die Auswirkungen der Industrialisierung auf eine bäuerliche Gesellschaft.
Auch als Gouverneur des Bundesstaates Jalisco von 1953 bis 1959 und als mexikanischer Bildungsminister während der sechsjährigen Amtszeit von Präsident Gustavo Díaz Ordaz spielte er eine wichtige Rolle im kulturellen und politischen Leben Mexikos.

Der mexikanische Schriftsteller Carlos Fuentes urteilte über ihn (in einem Atemzug mit Juan Rulfo): 

« Nous avions jusqu'alors une littérature marquée par une grande tradition rurale, ainsi que par la révolution mexicaine. Les thèmes abordés s'emboîtaient entre la province, les petites villes, la campagne et les événements de 1910. Cette veine a culminé avec Demain la tempête d'Agustín Yáñez, en 1947, Pedro Páramo de Juan Rulfo, en 1955. Après ces deux grands romans, de véritables chefs-d’œuvre, il n'était plus possible d'ajouter quoi que ce soit, tout était dit. Qui pourrait encore parler d'un cacique mieux que Juan Rulfo? Qui pourrait encore parler de l’Église et des villages comme l'a fait Yáñez ? »

„Wir hatten bis dahin eine Literatur, die von einer großen ländlichen Tradition sowie von der mexikanischen Revolution geprägt war. Die Themen reichten von der Provinz, den Kleinstädten, dem Land bis hin zu den Ereignissen von 1910. Diese Ader erreichte ihren Höhepunkt mit Al filo del agua von Agustín Yáñez (1947) und Pedro Páramo von Juan Rulfo (1955). Nach diesen beiden großen Romanen, die wahre Meisterwerke waren, konnte man nichts mehr hinzufügen, es war alles gesagt. Wer könnte besser über einen Kaziken sprechen als Juan Rulfo? Wer könnte besser über die Kirche und die Dörfer sprechen als Yáñez?“

1953 wurde er ordentliches Mitglied der Academia Mexicana de la Lengua.

## Werke
Seine Obras escogidas („Ausgewählte Werke“) wurden 1968 veröffentlicht.

### Essays
- Fray Bartolomé de las Casas, el conquistador conquistado (1942)
- El contenido social de la literatura iberoamericana (1943)
- Alfonso Gutiérrez Hermosillo y algunos amigos (1945)
- El clima espiritual de Jalisco (1945)
- Fichas mexicanas (1945)
- Yahualica (1946)
- Discursos por Jalisco (1958)
- La formación política (1962)
- Moralistas franceses (1962)
- Proyección universal de México (1963)
- Días de Bali (1964)
- Conciencia de la revolución (1964)
- Dante, concepción integral del hombre y de la historia (1965)
- Discursos al servicio de la educación pública (1964, 1965, 1966)

### Prosa
- Ceguera roja (1923)
- Tipos de actualidad (1924)
- Divina floración (1925)
- Llama de amor viva (1925)
- Por tierras de Nueva Galicia (1928)
- Baralipton (1931)
- Espejismo de Juchitlán (1940)
- Genio y figuras de Guadalajara (1941)
- Flor de juegos antiguos (1942)
- Esta es mala suerte (1945)
- Melibea, Isolda y Alda en tierras cálidas (1946)
- Los sentidos del aire, Episodios de Navidad (1948)
- Tres cuentos (1964)

### Romane
- Pasión y convalecencia (1943)
- Al filo del agua (1947)
- La creación (1959)
- La tierra pródiga (1960)
- Ojerosa y pintada (1960)
- Las tierras flacas (1962)

engl. Übers. Lean Lands. Austin & London: University of Texas Press (Universal Bookbindery), 1968. Translated by Ethel Brinton from the Spanish. Illustrated by Alberto Beltran. Texas Pan American Series.
- Perseverancia final (1967)
- Las vueltas del tiempo (1973)
- La ladera dorada (1978)
- Santa Anna, espectro de una sociedad (1981)

### Als Herausgeber
In der Reihe Biblioteca del Estudiante Universitario erschienen von ihm herausgegeben die Crónicas de la Conquista.